# Ctenotus labillardieri
Ctenotus labillardieri es una especie de lagarto del género Ctenotus, familia Scincidae, orden Squamata.

## Distribución
Se distribuye por Australia, enAustralia Occidental.

## Taxonomía
Fue descrita por Duméril & Bibron en 1839.
Tratamiento taxonómico
La especie aparece registrada y publicada en Erpétologie Générale on Histoire Naturelle Complète des Reptiles. Vol. 5. Roret/Fain et Thunot, Paris, 871 pp.